# Karel Anderle (fotograf)
Karel Anderle (3. července 1875, Podsedice – 9. února 1918, Praha) byl český amatérský fotograf.

## Život a dílo
Pracoval jako bankovní úředník. Od roku 1907 byl členem Českého klubu fotografů amatérů (ČKFA). V roce 1910 se stal starostou ČKFA a tuto funkci vykonával do roku 1917. Fotografoval portréty, akty a zátiší. Jeho práce jsou zpracovány jak tzv. čistou fotografií, tak ušlechtilými tisky. Jako první český fotoamatér časopisecky otiskl akt (časopis Fotografický obzor, prosinec 1912). Jeho dílo se nedochovalo, je známo pouze z otištěných reprodukcí.

### Rodinný život
Dne 5. května 1903 se Karel Anderle v Praze oženil s Julií Hajdekrovou (1870–??), se kterou měl syna Karla (1905–??).